# Czyżew
Czyżew (bis 2010 Czyżew-Osada) ist eine polnische Stadt sowie Sitz der gleichnamigen Stadt-und-Land-Gemeinde im Powiat Wysokomazowiecki der Woiwodschaft Podlachien. Zum 1. Januar 2011 wurde Czyżew zur Stadt erhoben.

## Gemeinde
Zur Stadt-und-Land-Gemeinde (gmina miejsko-wiejska) Czyżew gehören 54 Ortschaften mit einem Schulzenamt (sołectwo).

## Sehenswürdigkeiten
- Ehemalige Synagoge, erbaut um 1900